# Sunriver
Sunriver est une census-designated place dans le comté de Deschutes, dans l'Oregon, aux États-Unis. Elle se caractérise par son resort qui regroupe notamment un hôtel et un centre commercial à ciel ouvert, The Village at Sunriver.